# かみさまへのてがみ
『かみさまへのてがみ』（原題：Letters to God）は、2010年のアメリカのドラマ映画。日本ではビデオスルーとして、2012年2月3日にDVDが発売された。

## キャスト
※括弧内は日本語吹替
- タイラー・ドハティ：タナー・マグワイア（藤井美波）
- マディ・ドハティ：ロビン・ライヴリー（滝沢ロコ）
- ブレイディ・マクダニエルズ：ジェフリー・ジョンソン（青山穣）
- サマンサ・ペリーフィールド：ベイリー・マディソン
- ベン・ドハティ：マイケル・ボルテン
- オリヴィア：マリー・チータム（英語版）
- コーネリアス・ペリーフィールド：ラルフ・ウェイト